# Haworthia lachnosa
Haworthia lachnosa är en grästrädsväxtart som beskrevs av M. Hayashi. Haworthia lachnosa ingår i släktet Haworthia och familjen grästrädsväxter. Inga underarter finns listade i Catalogue of Life.